# Stadio Pepe Gonçalvez
Lo stadio Pepe Gonçalvez (in spagnolo estadio Pepe Gonçalvez) è uno stadio di calcio situato a Las Palmas de Gran Canaria, in Spagna. Era utilizzato per le partite casalinghe dell'Universidad LPGC. Prima di avere il manto sintetico, la superficie era in terra battuta.